# Sunifredo II de Urgel
Sunifredo II de Urgel (880?-948), conde de Urgel (897-948). 
Tercer hijo del conde Wifredo el Velloso y Guinidilda de Ampurias. Mientras un hermano, Wifredo II Borrell, heredó los condados de Barcelona, Gerona y Osona y otro hermano, Miró, el condado de Cerdaña, él heredó el condado de Urgel, convirtiéndose así en su primer conde privativo.
En el año 914 presidió una asamblea eclesiástica que refundió los bienes de antiguos monasterios decaídos y los adscribió a la Abadía de Sant Serni de Tavèrnoles. Muerto sin descendencia, aunque estaba casado con Adelaida de Barcelona, heredó el condado su sobrino, Borrell II, conde de Barcelona.